# Lasówka złotawa
Lasówka złotawa (Setophaga petechia) – gatunek małego ptaka z rodziny lasówek (Parulidae). Występuje wyłącznie w Ameryce.

## Systematyka

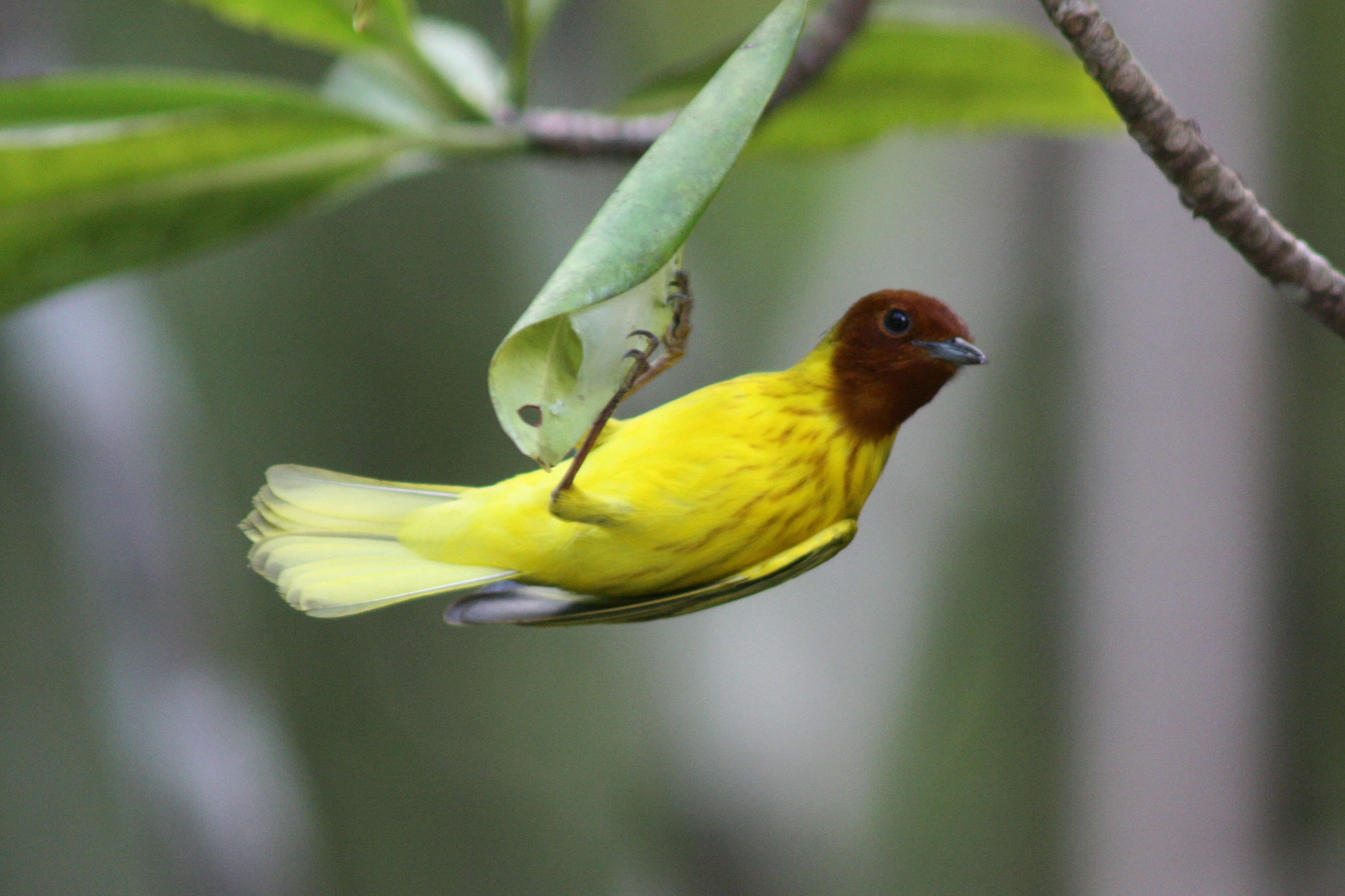
Samiec osiadłego podgatunku S. p. bryanti (Kostaryka)

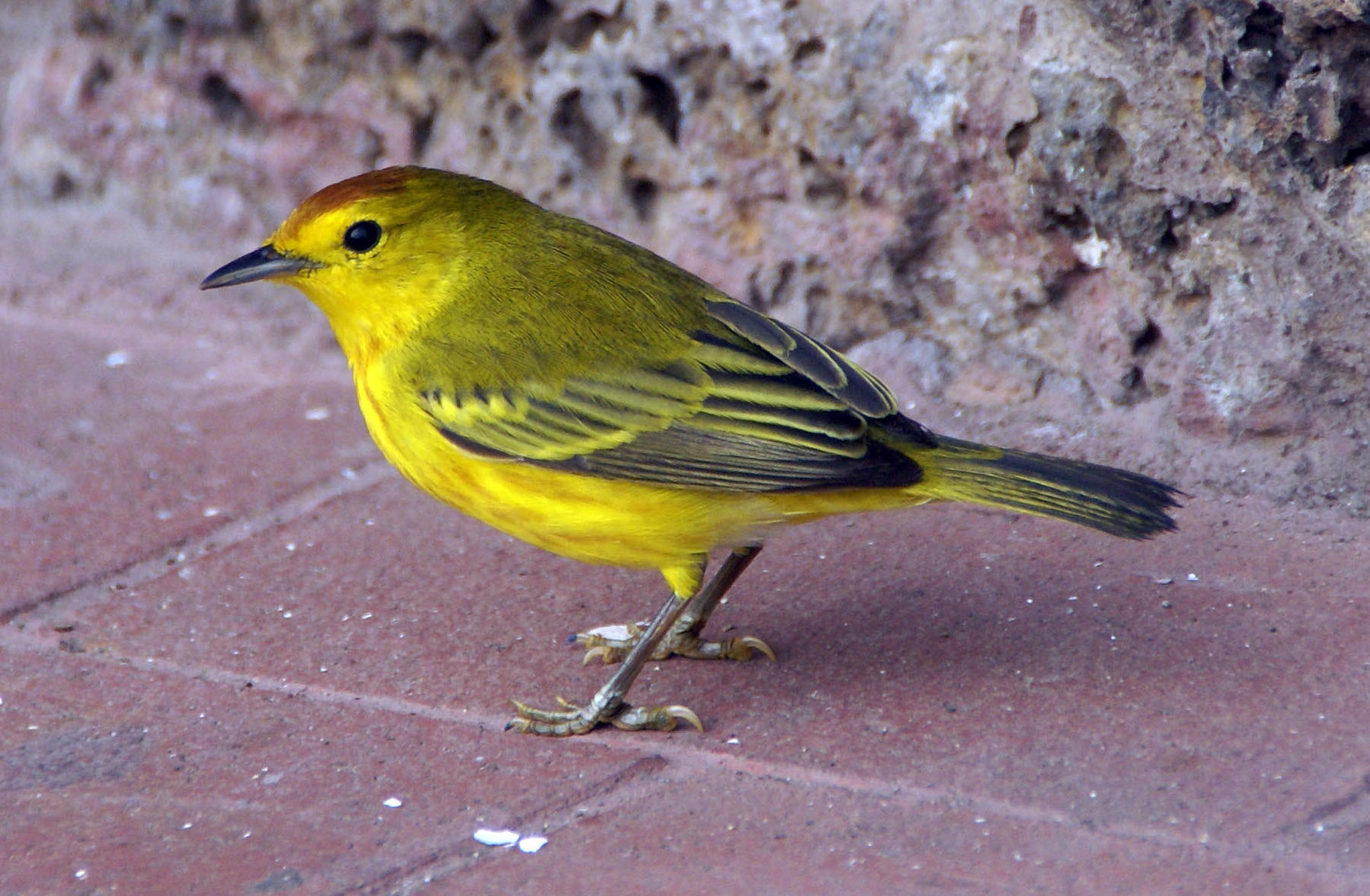
Samiec osiadłego podgatunku S. p. aureola (Galapagos)

W zależności od ujęcia systematycznego wyróżnia się 34 lub 43 podgatunki S. petechia:
- S. petechia oraria (Parkes & Dickerman, 1967) – wschodni Meksyk.
- S. petechia bryanti (Ridgway, 1873) – południowo-wschodni Meksyk do południowej Nikaragui.
- S. petechia erithachorides (S. F. Baird, 1858) – lasówka namorzynowa[5] – wschodnia Kostaryka do północnej Kolumbii.
- S. petechia chrysendeta (Wetmore, 1946) – północno-wschodnia Kolumbia i skrajnie północno-zachodnia Wenezuela.
- S. petechia paraguanae (Phelps & Gilliard, 1941) – Paraguaná (północno-zachodnia Wenezuela).
- S. petechia cienagae (J. T. Zimmer & Phelps, 1944) – Wenezuela północno-zachodnia do północnej oraz pobliskie wyspy.
- S. petechia castaneiceps (Ridgway, 1885) – południowa Kalifornia Dolna (północno-zachodni Meksyk).
- S. petechia rhizophorae (van Rossem, 1935) – Sonora i Sinaloa (północno-zachodni Meksyk).
- S. petechia phillipsi (Browning, 1994) – zachodni Meksyk do Hondurasu.
- S. petechia xanthotera (Todd, 1924) – zachodnia Nikaragua i zachodnia Kostaryka.
- S. petechia aithocorys (Olson, 1980) – południowo-zachodnia Panama i Coiba.
- S. petechia iguanae (Olson, 1980) – Iguana (na południe od Panamy).
- S. petechia aequatorialis (Sundevall, 1869) – południowo-środkowa Panama.
- S. petechia jubaris (Olson, 1980) – południowo-wschodnia Panama do zachodnio-środkowej Kolumbii.
- S. petechia peruviana (Sundevall, 1869) – południowo-zachodnia Kolumbia do północno-zachodniego Peru.
- S. petechia aureola (Gould, 1839) – lasówka rdzawołbista[5] – Wyspa Kokosowa i Galapagos.
- S. petechia ruficapilla (J. F. Gmelin, 1789) –	Martynika.
- S. petechia rufivertex (Ridgway, 1885)  – Cozumel (u wybrzeży południowo-wschodniego Meksyku).
- S. petechia armouri (Greenway, 1933) – Providencia.
- S. petechia flavida (Cory, 1887) – San Andrés.
- S. petechia eoa (Gosse, 1847) – Kajmany i Jamajka.
- S. petechia gundlachi (S. F. Baird, 1865) – Florida Keys, Kuba i Isla de la Juventud.
- S. petechia flaviceps (Chapman, 1892) – Bahamy.
- S. petechia albicollis (J. F. Gmelin, 1789) – wyspa Haiti i pobliskie wyspy.
- S. petechia chlora (Browning, 1994) – Seven Brothers Keys (na północ od wyspy Haiti).
- S. petechia solaris (Wetmore, 1929) – Gonâve.
- S. petechia bartholemica (Sundevall, 1869) – Portoryko, Wyspy Dziewicze i północne Małe Antyle.
- S. petechia melanoptera (Lawrence, 1879) –	środkowe Małe Antyle.
- S. petechia babad (Bond, 1927) – Saint Lucia.
- S. petechia petechia (Linnaeus, 1766) – lasówka złotawa[5] – Barbados.
- S. petechia alsiosa (J. L. Peters, 1926) – Grenadyny.
- S. petechia rufopileata (Ridgway, 1884) – Aruba, Antyle Holenderskie i inne wyspy na północ od Wenezueli.
- S. petechia obscura (Cory, 1909) – Wyspy Ptasie, Los Roques i La Orchila (na północ od Wenezueli).
- S. petechia aurifrons (Phelps & Phelps Jr, 1950) – północno-wschodnia Wenezuela i pobliskie wyspy.

Następujące podgatunki wydzielane są przez niektórych systematyków (np. Międzynarodowy Komitet Ornitologiczny) do osobnego gatunku Setophaga aestiva (lasówka zbroczona):
- S. petechia rubiginosa (Pallas, 1811) – południowa Alaska i zachodnia Kanada.
- S. petechia banksi (Browning, 1994) – środkowa Alaska i północno-zachodnia Kanada.
- S. petechia parkesi (Browning, 1994) – północna Alaska i północna Kanada.
- S. petechia amnicola (Batchelder, 1918) – Kanada zachodnio-środkowa do wschodniej.
- S. petechia aestiva (J. F. Gmelin, 1789) – Kanada południowo-środkowa do wschodniej i na południe przez wschodnie i środkowe USA.
- S. petechia morcomi (Coale, 1887) – interior południowo-zachodniej Kanady i zachodnio-środkowych USA.
- S. petechia brewsteri (Grinnell, 1903) – wybrzeże zachodnich USA i północno-zachodniego Meksyku.
- S. petechia sonorana (Brewster, 1888) – interior południowo-zachodnich USA oraz północny i północno-zachodni Meksyk.
- S. petechia dugesi (Coale, 1887) – środkowy Meksyk.

## Morfologia
Długość ciała 11,5–13 cm. Spód ciała żółty, wierzch zielonożółty; na skrzydłach widoczne dwa żółtawe paski, skrajne sterówki są żółto obrzeżone. Na piersi oraz bokach widać wąskie, kasztanowate smugi. Oczy czarne, kontrastują z żółtą maską. Samice oraz młode samce żółte od spodu, wierzch żółtozielony; młode samice są szaro-oliwkowo-zielone. W zależności od podgatunku zmienia się ilość kasztanowatych smug na spodzie oraz ilość kasztanowatej barwy na ciemieniu.

## Zasięg, środowisko
Wierzbowe i olszowe zarośla na obrzeżach wilgotnych terenów, zakrzaczone pola, podmiejskie osiedla; od północnej części Ameryki Północnej do wybrzeży północnej części Ameryki Południowej. Zimę spędza w Meksyku, Ameryce Środkowej i w północnej części Ameryki Południowej. Na zimowiskach przebywa w lasach namorzynowych, suchych zaroślach, bagnach i lasach, zwykle na nizinach, ale czasami do wysokości 2600 m n.p.m. Podgatunki z południa zasięgu nie migrują.

## Status
IUCN uznaje lasówkę złotawą za gatunek najmniejszej troski (LC, Least Concern) nieprzerwanie od 1988 (stan w 2020). Organizacja Partners in Flight szacuje liczebność światowej populacji na 90 milionów dorosłych osobników. BirdLife International uznaje trend liczebności populacji za stabilny.